# Norrtälje samrealskola och kommunala gymnasium
Norrtälje samrealskola och kommunala gymnasium var ett läroverk i Norrtälje verksamt från 1859 till 1968.

## Historia
Skolan började 1847 som Norrtelje Stads Pedagogi som 1859 uppgick i Norrtälje lägre elementarläroverk, från 1878 kallat Norrtälje lägre allmänna läroverk. 1906 omvandlades läroverket till Statens Samskola i Norrtälje som med början 1928 omvandlades till en samrealskola
1861–1862 byggdes en ny skolbyggnad, som utökades 1908 av ytterligare en våning, ritad av Ragnar Östberg och sedan ombyggd 1956-57. Denna byggnad, Brännässkolan används numer av Musikskolan, Roslagens Kulturskola. 1960 invigdes Roslagsskolan dit skolan verksamhet då flyttade.
Senast 1960 tillkom ett kommunalt gymnasium. Skolan kommunaliserades 1966 och namnändrades då till Roslagsskolan  Studentexamen gavs från 1962 och till 1968 och realexamen från 1907 och till 1967.